# Kagami mochi
Kagami mochi (鏡餅 (鏡餠)/ かがみもち) là loại bánh giầy truyền thống của Nhật Bản, là đồ trang trí năm mới được dùng để cúng các vị thần phật (Tokokazari), là đồ cúng đến vị thần ngũ cốc (thần của năm mới).

## Tên gọi
Cái tên Kagami mochi là do nó giống với hình dạng của một chiếc gương ngày xưa. Chiếc gương ngày xưa là một hình tròn bằng đồng và được sử dụng cho các nghi lễ. Người ta cũng nói rằng nó có hình dạng giống cái gương Yata no kagami, một trong ba loại thần khí. Hai loại khác, quả cam (Citrus aurantium) được chọn cho viên ngọc Yasakani no Magatama, quả hồng khô được chọn cho thanh kiếm Kusanagi no Tsurugi.

## Lịch sử

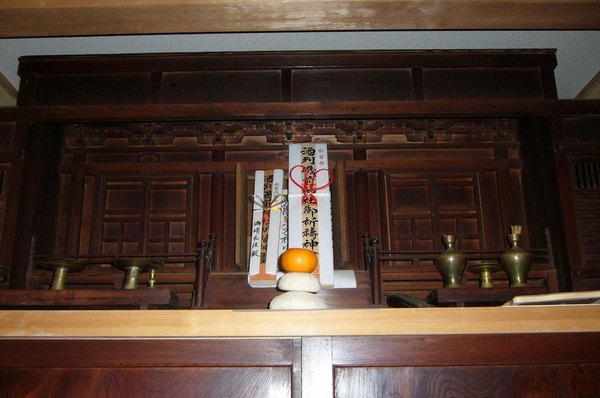
kagami mochi trang trí trên bàn thờ

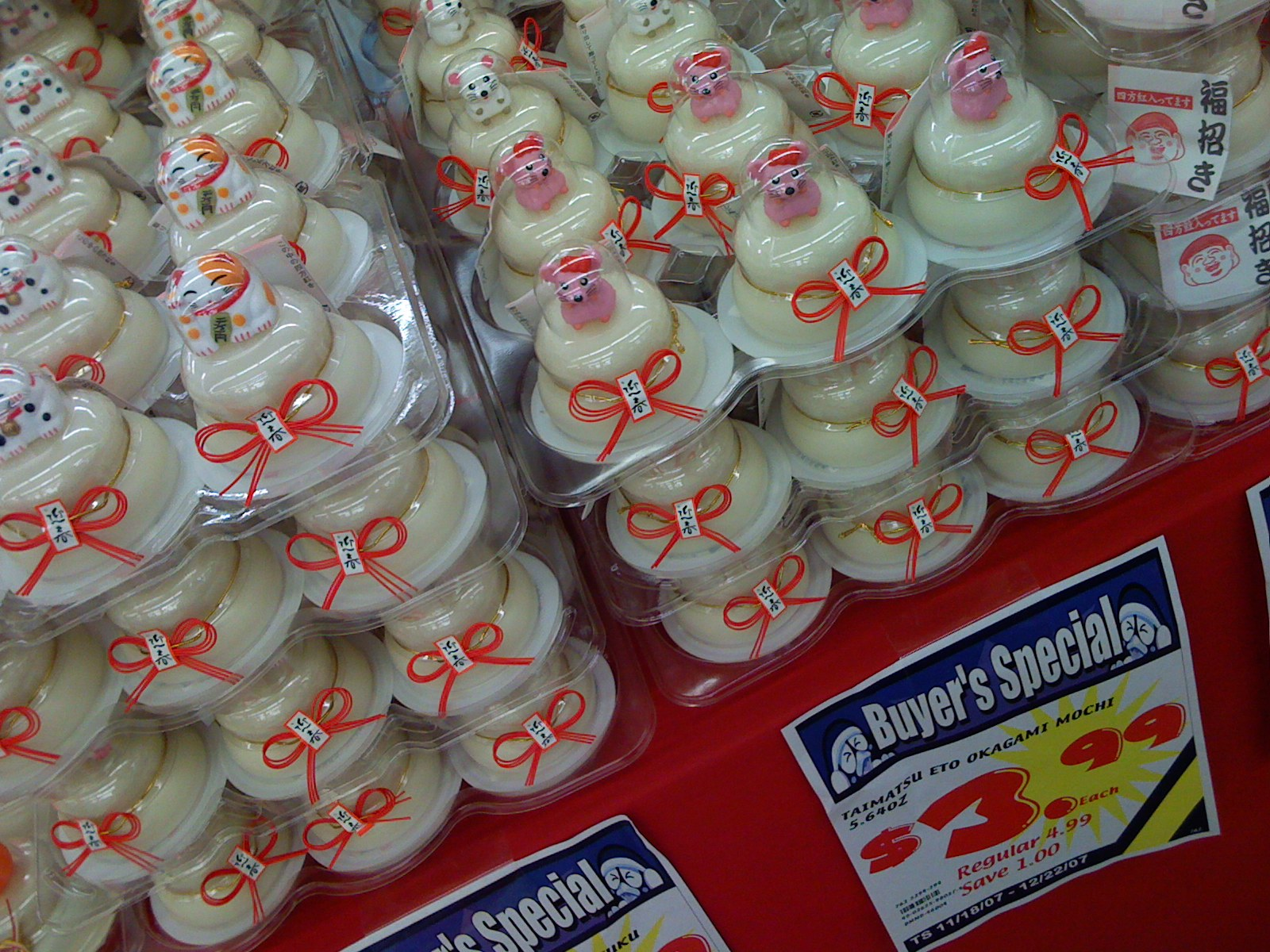
kagami mochi trong cửa hàng

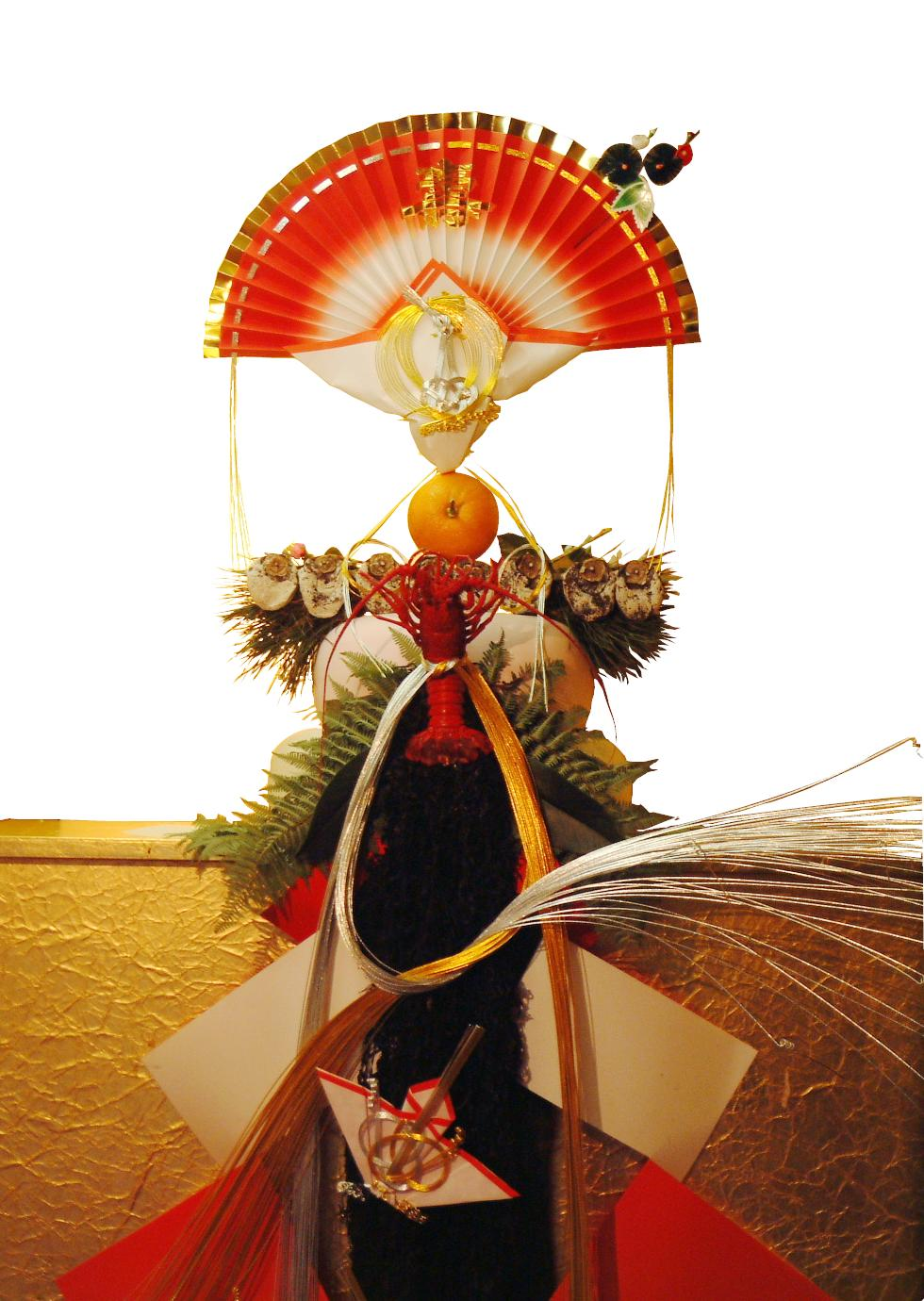

## Cách trang trí
Bánh Kagami mochi có từ thời Heian, hình dạng phổ biến đó là 2 bánh dày hình tròn to và nhỏ xếp chồng lên nhau, trên cùng đặt 1 quả cam Nhật Bản (vì cam đắng ngày nay khó tìm) rồi đựng trong các hộp nhựa. Ở các địa phương sẽ có những hình dạng bánh khác nhau như là: tô màu đỏ cho 1 tầng của bánh, dùng đường để thay cho bánh dày, bánh cuộn dài và hẹp... 
Nơi đặt bánh kagami mochi thích hợp nhất là hốc tường cách xa cửa ra vào. 

## Thời gian trang trí
Thời gian trang trí thích hợp nhất là ngày 28/12 vì số 8 BÁT 八 có phần cuối mở rộng ra, mang nghĩa may mắn. Ngày 29 không nên vì số 9 đồng âm với 苦しむ là khổ sở. Ngày 30 được coi là đẹp vì số 30 là số tròn chục. Ngày 31 được coi là xấu vì cho rằng thiếu thành ý với thần linh. Nó được trưng bày suốt trong dịp Tết cùng với Kadomatsu (cổng cây thông) đến hết tuần đầu tiên của năm mới (Ở vùng Kansai thì đến hết ngày 15/1).